# 50 Draconis
50 Draconis är en vit stjärna i huvudserien som ligger i stjärnbilden Draken.
50 Dra har visuell magnitud +5,36 och är synlig för blotta ögat vid någorlunda god seeing. Den befinner sig på ett avstånd av ungefär 280 ljusår.